# المسعودية (فلسطين)

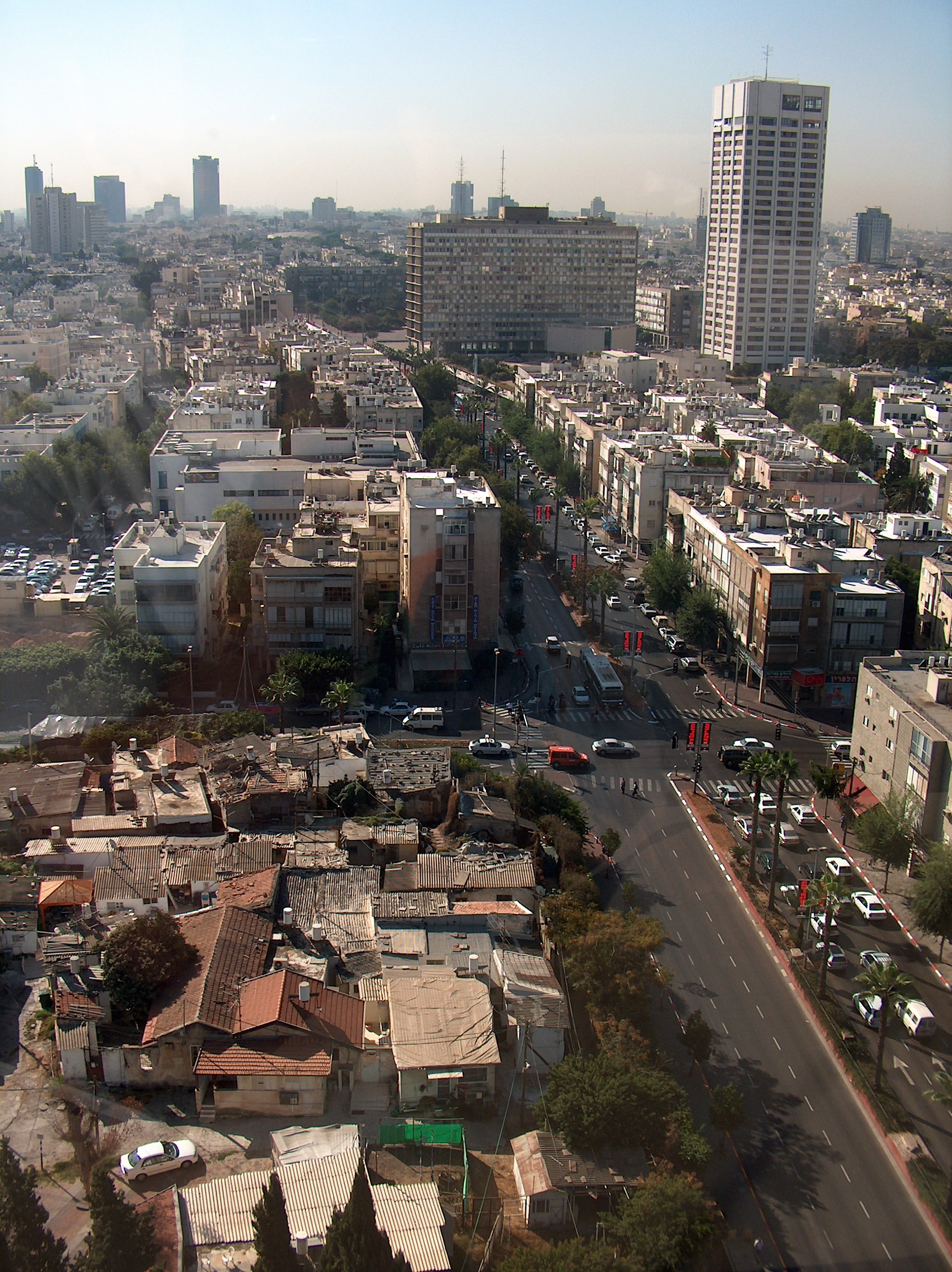
مشهد من برج القرن يظهر موقع قرية المسعودية في الربع السفلي الأيسر وهذا عند تقاطع شارع أرلوزوروف وابن جبيرول في تل أبيب، عام 2004

المسعودية  أو صُمّيل قرية فلسطينية مدمرة تابعة لقضاء يافا كانت تعرف قديماً باسم صميل أحتلت من اليهود 25 كانون الأول من عام 1947.

## جغرافيا
قرية عربية كانت تقع شمال شرق يافا وتعرف بأيضاً باسم صميل يافا تمييزاً عنها عن صميل الخليل غزة، وقعت على الطرف الشرقي للكثبان الرملية على شاطئ ويمر من شرقها وادي مصرارة أحد روافد نهر العوجا حيث تمرّ طريق تل أبيب بيتح تكفا اليوم، حيث تقع على الجنوب الأدنى من نهر العوجا، لا تتجاوز مساحتها ال10 دونمات تتجه شمالاً جنوباً.
تبعد 5 كم شمال شرق يافا، نزلها الملك العادل أخو صلاح الدين أكثر من مرة وفي إحداها زارها أخوه صلاح الدين وقت اشتد فيه المرض على الملك العادل، ومن أبرز العوائل التي سكنتها هي: أبوجبارة، أبو عيطة، عيد، الزقزوق، العرقان.وكان مختار القرية إبراهيم محمد أبوجبارة، ويذكر أن الفدائي عبد اللطيف أبو جبارة أحد أبنائها.
بلغت مساحة أراضي المسعودية عام 1938 حوالي 2091 دونماً منها 87 للطريق والوديان وما اليها ولليهود 1048 دونماً وأما مساحة القرية كانت 9 دونمات وأهم مزروعات المسعودية هي الحمضيات والفاكهة.

## التعداد السكاني
في سنة 1922 بلغ تعداد سكان القرية 449 نسمة، وفي سنة 1945 بلغ عدد سكانها 850 نسمة، وفي آخر تعداد سكاني عام 1996 قدر عدد اللآجئين الذين تعود أصولهم لهذه القرية 6,100 	نسمة

## عدد البيوت
في عام 1931 بلغ عدد المنازل 127 منزل، وفي عام 1948 يرتفع العدد ليصل إلى 190 منزل.

## القرية قبل التهجير
كانت تعرف باسم آخر هو صميل، لكنها اكتسبت اسم المسعودية في أوائل القرن العشرين. وفي السبعينات من القرن الماضي، وصفت بأنها قرية عادية مبنية بالطوب والطين، ذات بئر عيمقة وكهف. وكانت منازلها وثيقة التجاور، متكتلة على خط يمتد من الشمال إلى الجنوب. وكان سكانها في معظمه من المسلمين، وكان يقيم فيها عشرون مسيحياً فقط في سنة 1945. في أواسط الأربعينات من هذا القرن، وصل عدد تلامذة المدرسة الابتدائية، التي أنشئت فيها في سنة 1931, إلى 31 تلميذا. وكان أيضا مسجد مبني بقايا بناء قديم، ربما كان كنيسة. وكان سكان القرية يعملون، بصورة أساسية، في زراعة الحمضيات وتربية المواشي، بينما عمل نفر قليل منهم في التجارة والحرف اليدوية وقطاع الخدمات. في سنة 1938, كان سكان المسعودية يزرعون 275 دونما من الأرض بالحمضيات. وقد حمل الضغط الناجم عن توسع تل أبيب كثيرين من السكان على مغادرة المسعودية في سنة 1946.

## القرية بعد التهجير
يذكر (تاريخ الهاغاناه) أن المسعودية وافقت على هدنة مع الهاغاناه عقب اجتماع عقد في بيتح تكفا في أواخر سنة 1947. ومع ذلك، فقد كانت أولى القرى التي أخليت في 25 كانون الأول\ ديسمبر 1947. ويذهب المؤرخ الإسرائيلي بني موريس إلى أن عملية الإخلاء جرت لأن السكان كانوا يخشون هجوماً يهودياً بسبب خطورة موقع قريتهم، التي لم يكن يفصلها عن ضواحي تل أبيب إلا بضع مئات من الأمتار، ولأن الهجمات على القرى العربية كانت تتزايد في ذلك الوقت. ويذكر موريس أن سكانها نزحوا إلى قرية الجماسين المجاورة أولا، حيث انهارت معنويات السكان مع وصول اللاجئين إليها، وأن الجماسين نفسها أخليت كليا في أواسط آذار/ مارس 1948. وقد كانت المنطقة مسرحا لعمليات كثيرة نفذتها قوات الهاغاناه والإرغون في فصل الشتاء وأوائل فصل الربيع.

## القرية اليوم
باتت المنطقة جزءا من تل أبيب. وكل ما تبقى من القرية منزل مهجور كان يملكه محمد بيدس ومنازل أخرى مسكونة من اليهود تعود لعائلة أبو جبارة وأبو عيطة. ويتسم الموقع فضلا عن ذلك، بنبات الصبار والخروع وبعض أشجار النخيل والسرو. وفي الجوار يقع جسر المسعودية (أو صميل), وهو بناء فولاذي مقنطر. ولا مستعمرات إسرائيلية على أرض القرية، لكن تمدد تل أبيب طغى عليها.